# Bathory
Bathory — шведський музичний гурт, який зробив значний внесок у розвиток таких різновидів важкого металу як блек- та вікінг-метал, що виник в Стокгольмі в 1983 році. Названий на честь угорської графині Єлізавети Баторі (XVII століття), відомої жахливою жорстокістю. Незмінним лідером гурту був Томас Форсберг, відомий на прізвисько Квортон, який помер 2004 року від серцевої недостатності, після чого гурт припинив існування.
Альбом «Under the Sign of the Black Mark» вважають початком блек-металу як сформованого жанру. Пізніше Квортон присвятив свою творчість культурі вікінгів. Колектив за увесь час існування здійснив лиш кілька концертів (в 1984 році), а також випустив єдиний відеокліп («One Rode to Asa Bay» котрий присвячено хрещенню Ісландії).

## Дискографія

### Студійні альбоми
- Bathory — 1984
- The Return...... — 1985
- Under the Sign of the Black Mark — 1987
- Blood Fire Death — 1988
- Hammerheart — 1990
- Twilight of the Gods — 1991
- Requiem — 1994
- Octagon — 1995
- Blood on Ice — 1996
- Destroyer of Worlds — 2001
- Nordland I — 2002
- Nordland II — 2003

### Компіляції
- Jubileum Volume I — 1993
- Jubileum Volume II — 1993
- Jubileum Volume III — 1998
- Katalog — 2001
- In Memory of Quorthon (Box Set) — 2006

### Інше
- Scandinavian Metal Attack — спліт 1984
- Demo 83-84 — 1984
- Split with Hellhammer — 1985
- Twilight of the Gods — сингл, 1991
- Blood on Ice — сингл, 1996
- The True Black Essence — бутлеґ 1999